# Parazoanthus
Parazoanthus es un género de animales marinos que pertenecen al orden Zoantharia de la clase Anthozoa.
El género contiene especies, mayoritariamente coloniales, comúnmente halladas en diversos ecosistemas marinos, desde aguas superficiales a profundidades de más de 600 m, y desde la Antártida a los trópicos.

## Especies
El Registro Mundial de Especies Marinas reconoce las siguientes especies en el género:
- Parazoanthus aliceae Carreiro-Silva, Ocaña, Stanković, Sampaio, Porteiro, Fabri & Stefanni, 2017
- Parazoanthus anguicomus (Norman, 1868)
- Parazoanthus antarcticus Carlgren, 1927
- Parazoanthus aruensis Pax, 1911
- Parazoanthus axinellae (Schmidt, 1862)
- Parazoanthus capensis Duerden, 1907
- Parazoanthus darwini Reimer & Fujii, 2010
- Parazoanthus dichroicus Haddon A.C. & Shackleton A.M., 1891
- Parazoanthus douglasi Haddon & Shackleton, 1891
- Parazoanthus elongatus McMurrich, 1904
- Parazoanthus haddoni Carlgren, 1913
- Parazoanthus juan-fernandezii Carlgren, 1922
- Parazoanthus lividum Cutress, 1971
- Parazoanthus swiftii (Duchassaing de Fonbressin & Michelotti, 1860)

- Parazoanthus hertwigi Haddon & Shackleton, 1891 (nomen nudum)

Especies reclasificadas por sinonimia:
- Parazoanthus catenularis (Duchassaing de Fonbressin & Michelotti, 1860) aceptada como Bergia catenularis Duchassaing de Fonbressin & Michelotti, 1860
- Parazoanthus cutressi (West, 1979) aceptada como Bergia cutressi (West, 1979)
- Parazoanthus dixoni Haddon & Shackleton, 1891 aceptada como Parazoanthus axinellae (Schmidt, 1862)
- Parazoanthus lucificum Cutress & Pequenat, 1960 aceptada como Savalia lucifica (Cutress C.E. & Pequegnat W.E., 1960)
- Parazoanthus parasiticus (Duchassaing de Fonbressin & Michelotti, 1860) aceptada como Umimayanthus parasiticus (Duchassaing de Fonbressin & Michelotti, 1860)
- Parazoanthus puertoricense West, 1979 aceptada como Bergia puertoricense (West, 1979)
- Parazoanthus sulcatus aceptada como Isozoanthus sulcatus Gosse, 1859

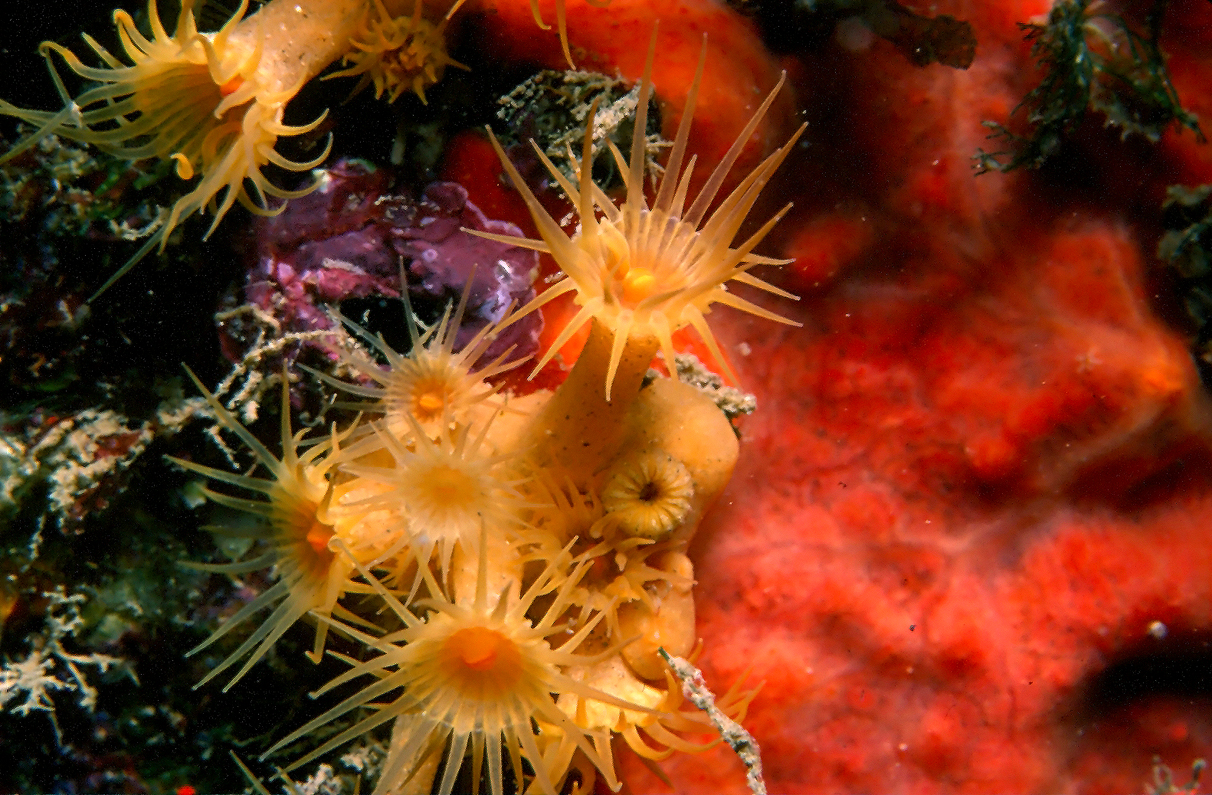
Parazoanthus axinellae
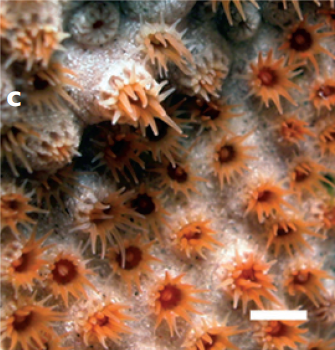
Parazoanthus darwini
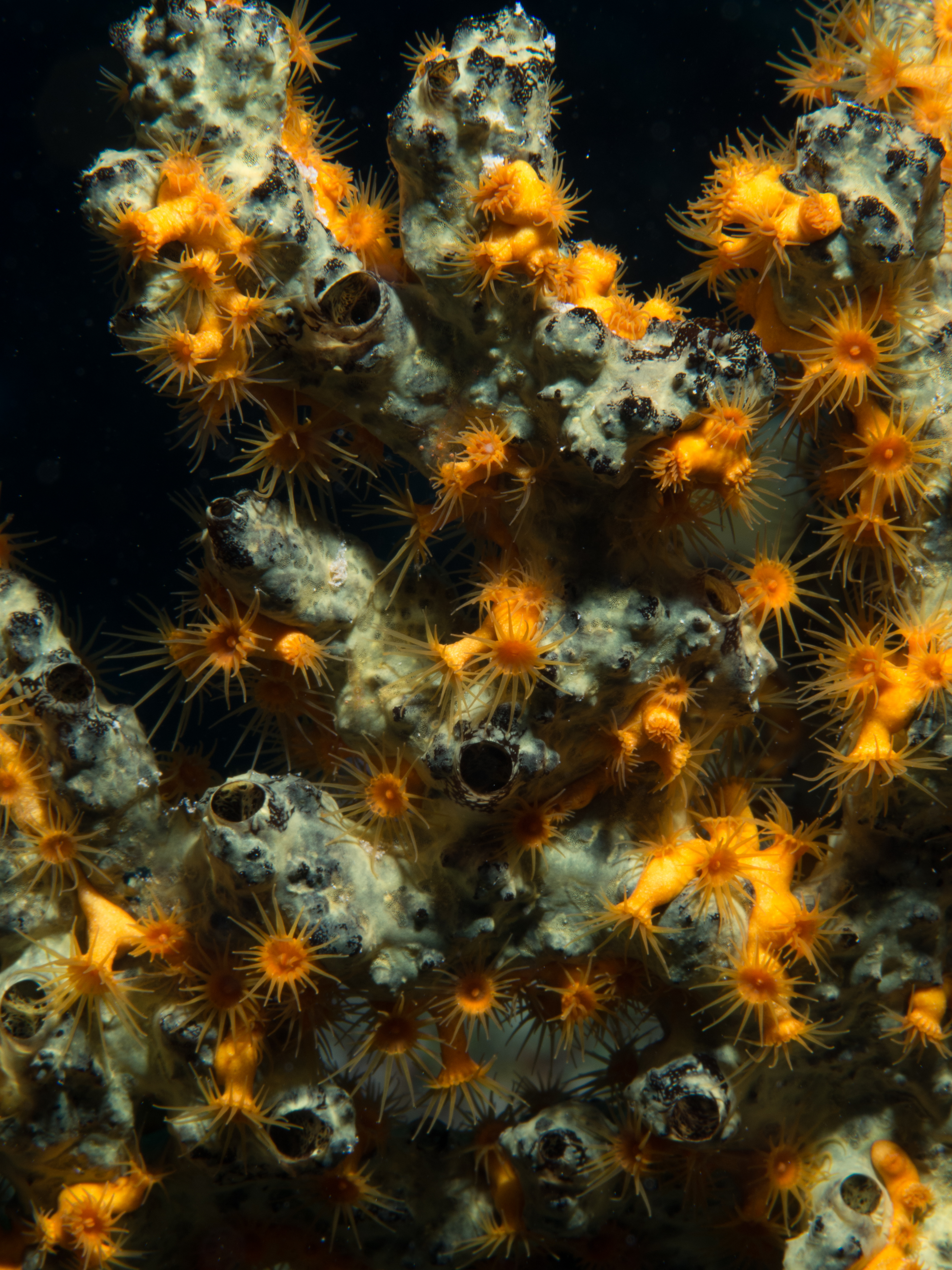
Parazoanthus swiftii creciendo sobre esponja Iotrochota birotulata
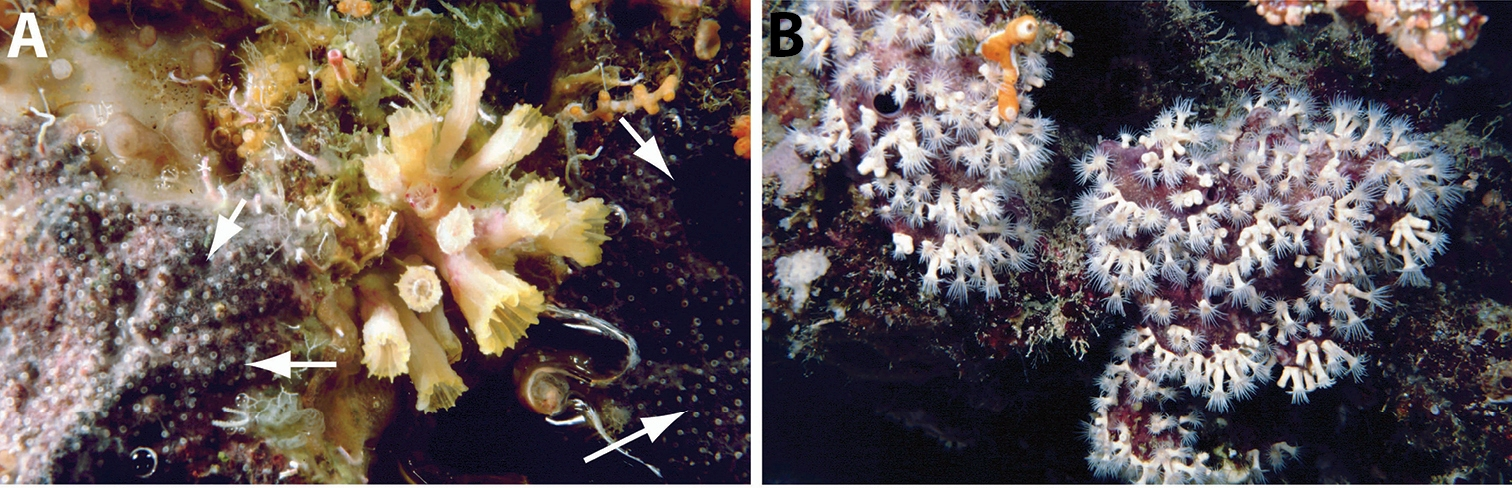
A: Parazoanthus sp en el atolón Ndaa, Sulawesi sudeste B: Parazoanthus sp. en el sudeste de Likuan, Sulawesi norte

## Morfología
Forman colonias de pólipos unidos por un fino cenénquima, o tejido común. Carecen de secreción ósea. El disco oral está rodeado por tentáculos, como todas las especies del orden. Sus especies tienen una estructura similar a la de la anémona marina, con la característica de tener un músculo del esfínter endodermal, con incrustaciones de arena o detritus en el muro de la columna que alcanzan la superficie endodermal de la mesoglea. Poseen un bien desarrollado sistema de canales en la mesoglea de la columna, formando un anillo.
El color de los tentáculos puede ser transparente, blanco, amarillo o naranja.

## Hábitat y distribución
Ocurren en zonas arenosas, grietas y agujeros de rocas parcialmente expuestos a la luz, también en zonas de fuertes corrientes y sedimentación. Algunas especies ocurren en relación simbiótica con otros organismos, como el crustáceo Austromegabalanus psittacus, bivalvos como Aulacomya atra, gastrópodos como Crepidula dilatata o ciertas esponjas como Iophon proximum o Axinella crinita.
Su rango de profundidad es entre 0 y 619 m, y su rango de temperatura entre -1.04 y 27.62 °C.
La distribución es cosmopolita, en todos los océanos, tanto en aguas frías, como templadas y tropicales.